# Hosínský tunel
Hosínský tunel je plánovaný železniční tunel s délkou 3120 m na nové trati Nemanice I – Ševětín na trati Praha – České Budějovice.
Výstavba tunelu se plánuje v prostoru letiště Hosín a obce Hosín.

## Historie
Úsek od Ševětína k Nemanicím (zkratka NemaŠe) je dlouhý zhruba 17 kilometrů a jeho součástí budou i dva dlouhé tunely: Chotýčanský o délce 4 810 metrů a Hosínský o délce 3 120 metrů. Celý úsek bude veden v nové stopě a bude projektován pro rychlost 200 km/h. V roce 2020 Správa železnic podepsala smlouvu s konsorciem firem Sudop Praha, Sudop EU a Mott MacDonald CZ, které vypracuje projektovou dokumentaci . Náklady na projekt bez DPH je 408,3 milionu korun.
Severní portál je situován do prostoru za křížení se stávající kolejí mezi stanicemi Hluboká nad Vltavou-Zámostí a Chotýčany. Cena za výstavbu 17km úseku byla v roce 2018 odhadována na 11 miliard korun, v roce 2020 na 15 miliard korun a v roce 2022 je odhad na více než 20 miliard korun. V roce 2022 bylo vydáno stavební rozhodnutí. Vzhledem k rostoucím nákladům chce Správa železnic a ministerstvo dopravy zapojit do financování i soukromý sektor formou projektu PPP (partnerství veřejného a soukromého sektoru). Výběr koncesionářů by měl proběhnout v letech 2024 a 2025 se zahájením šestileté stavby v roce 2026.

## Popis
Z celkové délky 3120 m dvoukolejného tunelu má být 2808 metrů ražených, u jižního (vjezdového) portálu 144 m a u severního (výjezdového) portálu 168 m hloubených. Trať v tunelu bude mít dva protisměrné oblouky, levý s poloměrem 2 000 m a pravý s poloměrem 2 504 m. Souběžně s tunelem ve vzdálenosti min. 25 m bude ražena záchranná (úniková) chodba, která je rozdělena na dvě části, není propojená. Část vedena od jižního portálu bude mít délku 1364 m část vedena od severního portálu bude 1347 m dlouhá. Únikové chodby budou s tunelem propojeny třemi propojkami (každá) ve vzdálenostech 432–456 m. Záchrannou chodbou by měl projet vůz záchranné služby (sanitka) a její profil by měl být 3,5 × 3,5 m. V propojkách mají být umístěny technologické místnosti jako sdělovací místnost, slaboproudá rozvodna a v propojce č. 2 a 5 místnosti trafostanic.
Vnitřní rozměry klenbových oblouků by měly být 6,2 a 5,8 m, světlá výška nad temenem koleje 7,75 m a světlá šířka v nejširším bodě 12,21 m. Sekundární ostění by mělo mít minimální tloušťku 450 mm z vyztuženého železobetonu.

## Geologie
Ražba tunelu bude vedena metamorfovanými horninami jednotvárné série moldanubika proterozoického stáří. Jednotlivé horninové typy mají velmi odlišné a proměnlivé geotechnické vlastnosti. Převládajícím typem hornin jsou částečně migmatitizované, biotitické a sillimanitbiotitické pararuly až migmatity. Tyto horniny nepravidelně obsahují vložky ortorul a aplitů. Pararuly jsou šedé, jemnozrnné, bíle páskované, s proměnlivým sklonem foliace převážně cca 30 – 50° směrem k SV až V. Horniny jsou proměnlivě prokřemenělé. Ortoruly jsou šedé až bělavé, místy narůžovělé, středně až hrubě zrnité, silně prokřemenělé. Horniny jsou velmi pevné a křehké. Intenzita rozpukání a stupeň zvětrání je menší než u pararul.
Tyto horniny jsou do jedné třetiny tunelu (od vjezdového portálu) překryty subhorizontálně uloženými křídovými usazeninami, především kaolinickými pískovci a pestrými prachovci a jílovci. Mocnost křídových hornin nad vjezdovým portálem dosahuje až 22 m. Dále se zde vyskytují terciérní jílovité pánevní uloženiny zastoupené jíly, hlínami, diatomity a lignity. Pískovce jsou převážně bělošedé až narůžovělé, hrubozrnné až drobně štěrčíkovité, křemité, s nedokonale opracovanými zrny s převážně kaolinickou výplní. Jílovce jsou pestré (bělavé, šedé, cihlově červené, zelenkavé), velmi tence vrstevnaté, celistvé, pouze ojediněle s kostkovitým rozpadem.
U výjezdového portálu v hloubené části a přilehlé otevřené jámě se vyskytují metamorfované horniny proterozoika překryty terciérními zeminami, které jsou zastoupeny neogenními uloženinami spodní části mydlovarského souvrství. Součástí nezpevněných zemin, především jemnozrnných jílovitých uloženin, jsou až osm metrů mocné polohy lignitu a křemeliny. Izolace výjezdové hloubené části bude celoplášťová, aby drenážní systém neodváděl vodu s potenciálními výluhy z uhlonosných poloh neogenního souvrství.
Nadmořská výška vjezdového portálu by měla být asi 400 m a výjezdového asi 420 m. Trasa ve směru staničení stoupá 4,6 ‰ v délce 1110 m, dále 6,5 ‰ v délce 1977 m a 10 ‰ v délce 33 m ve výjezdové hloubené části. Mezi vjezdovým a výjezdovým portálem by měl být výškový rozdíl asi 18,5 m. Nadloží nad temenem koleje se pohybuje od 14 m nad vjezdovým portálem do 85 m pod nejvyšším bodem (kóta 499 m n. m.) a klesá na 20 m nad výjezdovým portálem.